# Burford

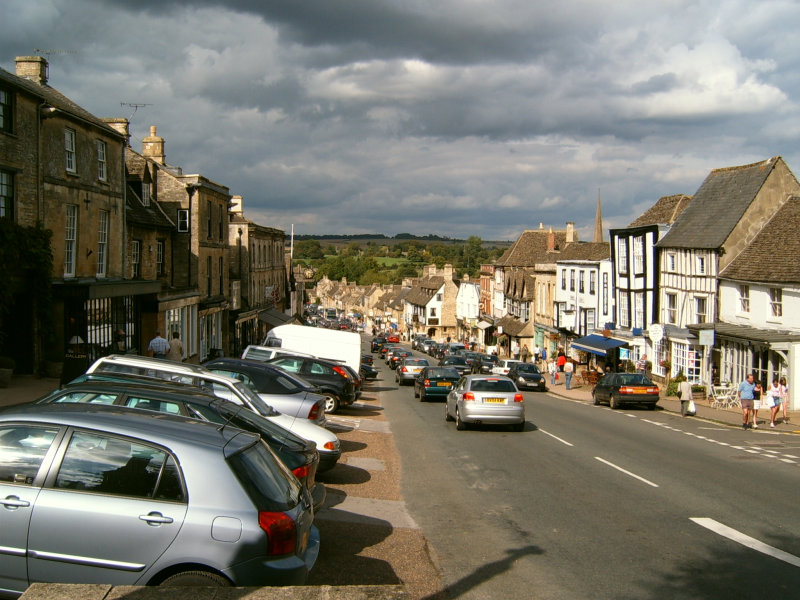
Calle principal en Burford, Oxford

Burford es una localidad británica perteneciente al Condado de Oxon, en el margen del Río Windrush, 26 km al oeste de Oxford. Tenía una población de 1.340 habitantes en 2001.
- Wikimedia Commons alberga una categoría multimedia sobre Burford.

- Datos: Q2019274
- Multimedia: Burford, Oxfordshire / Q2019274